# Renriska
Renriska (Lactarius nanus) är en svampart som tillhör divisionen basidiesvampar, och som beskrevs av Jules Favre. Renriska ingår i släktet riskor, och familjen kremlor och riskor. Arten är reproducerande i Sverige.

## Bildgalleri